# Lantpert von Freising

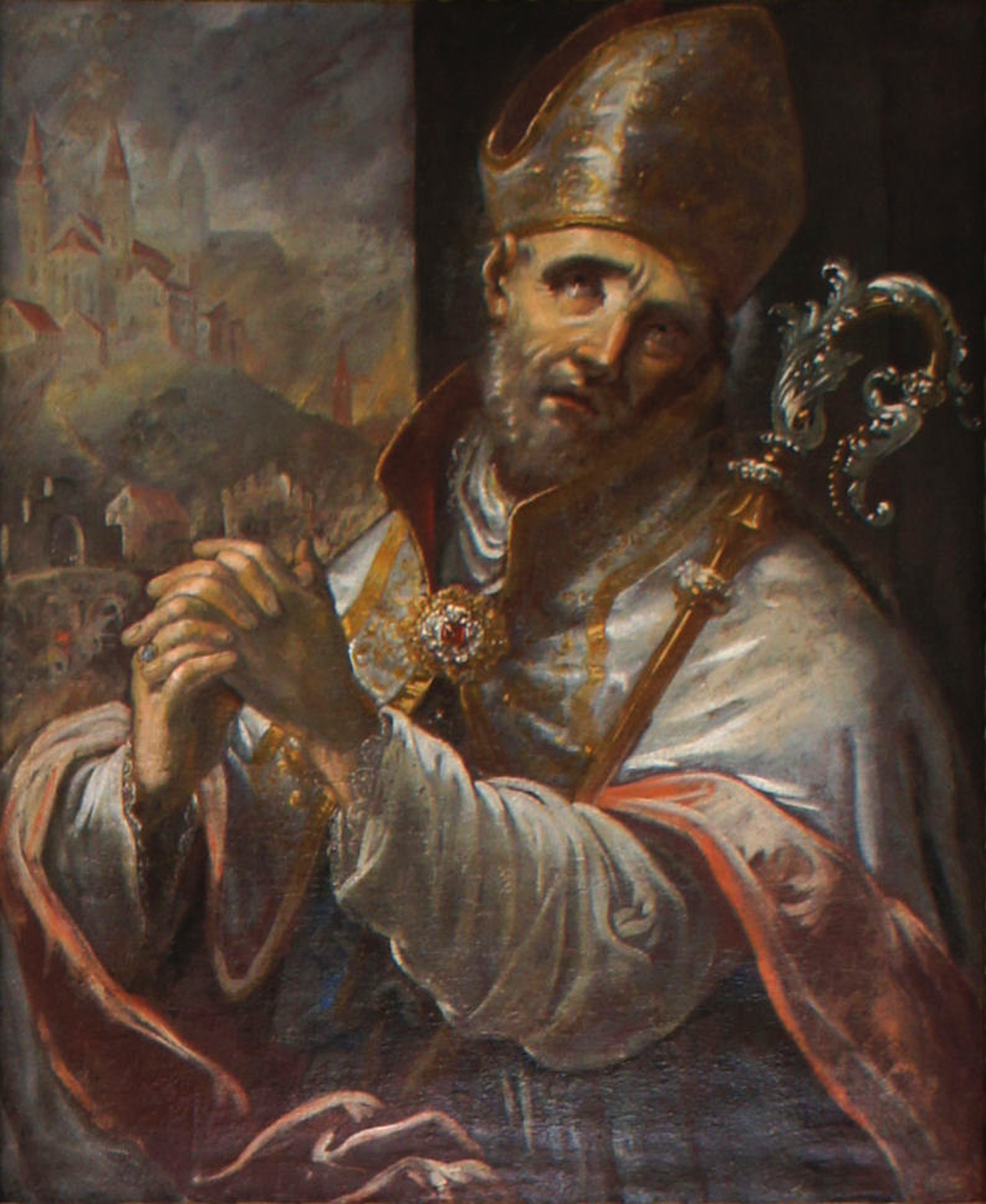
Hl. Lantpert auf einem Gemälde im Fürstengang Freising

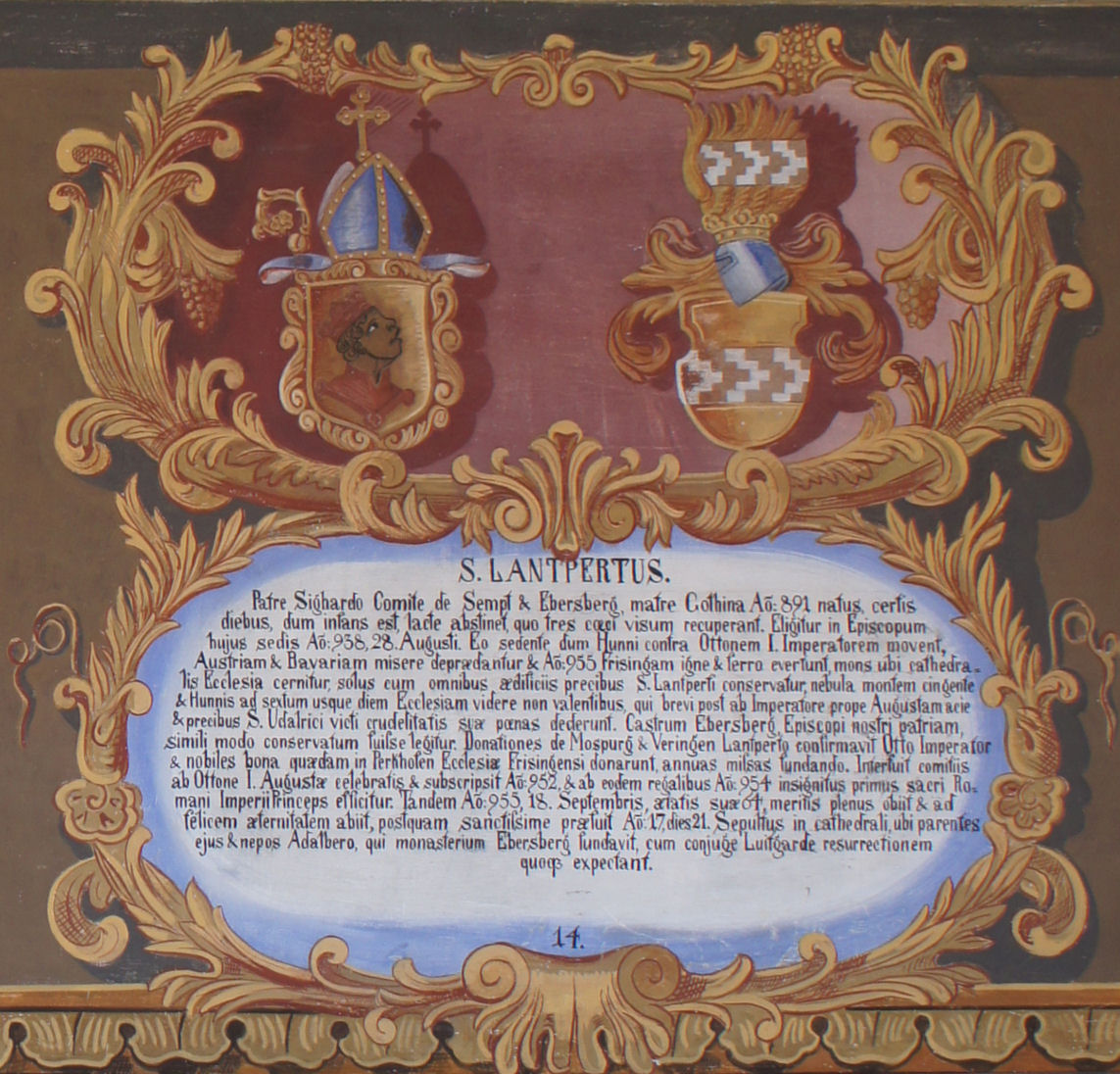
Wappentafel des Hl. Lantpert im Fürstengang Freising

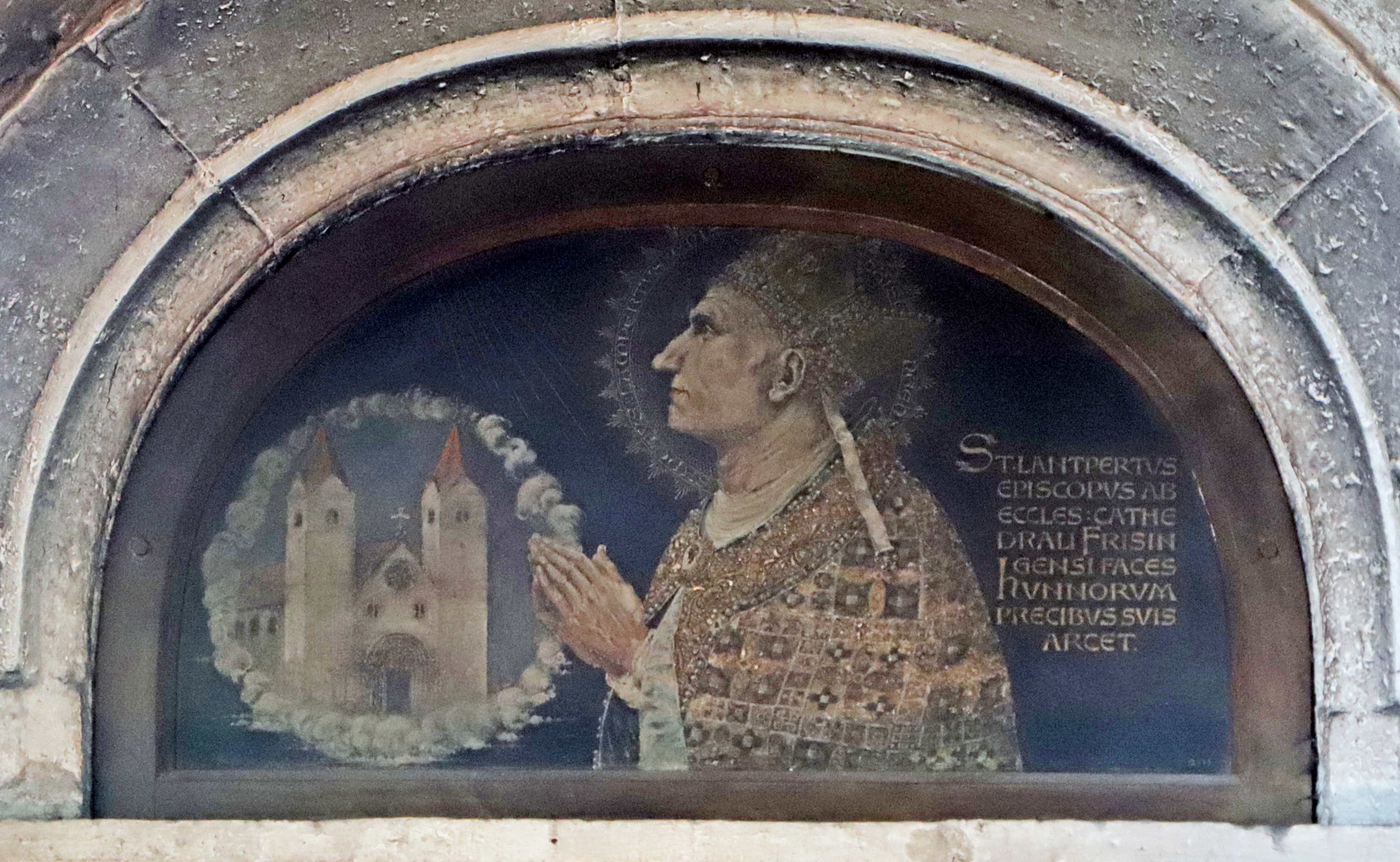
Lantpert bittet um das Nebelwunder, Grabanlage in der Krypta Freisinger Dom

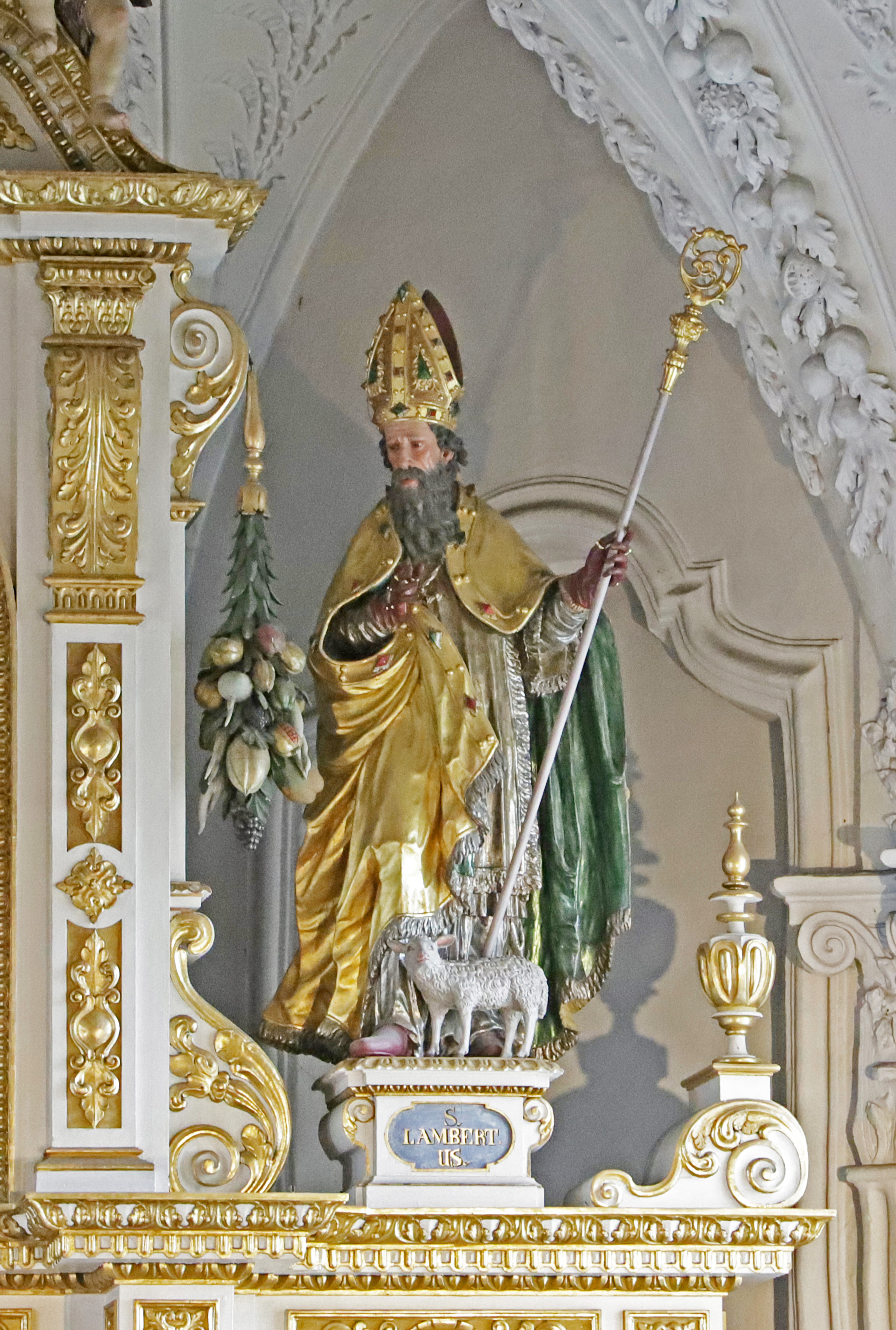
Hl. Lantpert mit dem Lamm, Hochaltar St. Wilgefortis, Neufahrn bei Freising

Lantpert von Freising, auch Lambert oder Lantbert (* um 895 (?) in Ebersberg; † 19. September 957 in Freising) war der 13. Bischof des Erzbistums München und Freising. Seine Regierungszeit von 937–957 fiel in die Zeit der Ungarneinfälle, die das Bistum verwüsteten.
Lantpert ist unter den Freisinger Bischöfen neben Korbinian der Einzige, der als Heiliger verehrt wird. Sein Gedenktag ist der 18. September.

## Leben
Lantpert stammte aus dem Geschlecht der Grafen von Ebersberg.
In der Kurzbiographie seiner Wappentafel im Fürstengang auf dem Freisinger Domberg ist seine Herkunft beschrieben. Als er 937 zum Nachfolger Bischof Wolframs gewählt wurde, übernahm er das Bistum in einer Zeit der Bedrohungen. Ungarische Reiterscharen verwüsteten das Land mehrmals und plünderten Klöster und Kirchen. Der innere Frieden des Landes war durch den Aufstand Liudolfs 953–954 gegen seinen Vater König Otto I. gefährdet. Lantpert setzte sich für den Frieden ein und beteiligte sich nicht, wie der Salzburger Erzbischof Herold, am Aufstand gegen den König, sondern stand loyal zu ihm. Mehrmals besuchte er ihn in seinem königlichen Hoflager.
Mit der Niederlage der Ungarn bei der Schlacht auf dem Lechfeld 955 endeten die jahrzehntelangen feindlichen Übergriffe.
952 fand im Anschluss an den von Otto I. einberufenen Reichstag auf dem Lechfeld eine kirchliche Reformsynode statt, an der 25 Bischöfe aus Deutschland, Frankreich und Italien teilnahmen. Auch Lantpert war anwesend. Die Wirren der letzten Jahrzehnte hatten zu einem sittlichen und kulturellen Niedergang im Volk, im Klerus und in den Klöstern geführt. Die von der Synode beschlossenen Reformen zum Wiederaufbau und kirchlicher Erneuerung konnte Lantpert in seinem Bistum nur einleiten, zwei Jahre nach Wiederherstellung des Friedens verstarb er.

## Legenden
Die ersten Wunderlegenden tauchen erst im 15. Jahrhundert auf.
Beim Einfall der Ungarn 955 und während eines mehrtägigen Aufenthalts in Freising brannten sie Weihenstephan und St. Veit nieder. Den benachbarten Domberg sahen sie nicht, als wären sie von Blindheit geschlagen. „Dies geschah durch die Verdienste Mariens, der Patronin der Freisinger Kirche und durch die Gebete des hl. Lantpert, des Bekenners Christi.“ Das Blendungswunder wurde später zum Nebelwunder. Auf das Gebet Lantperts hin sei so dichter Nebel eingefallen, dass der Domberg nicht zu sehen war. In einer späteren abgeänderten Version hätten die Ungarn den Dom zwar entdeckt, der Nebel war aber so dicht, dass die bereits angelegten Brandfackeln und die Brandpfeile sich nicht entzünden ließen.
Freising ist eine nebelreiche Gegend. Das Nebelwunder ist in der Krypta in einem Rundbogenbild über dem Lantpertschrein dargestellt.
Die Legende vom fastenden Säugling kommt in einem Gebet aus dem 16. Jahrhundert vor. Um das heilsame Fasten zu bezeugen, enthält sich Lantpert als Säugling der Muttermilch, durch die dann drei Blinde sehend werden. Dies ist auch im Text der Wappentafel im Fürstengang enthalten.

## Verehrung
Schon bald nach seinem Tod, spätestens ab dem 11. Jahrhundert, wurde Lantpert als Heiliger verehrt.
Er galt als der große Beter, der den Dom vor den Ungarn rettete, als der gute Hirte – die Darstellung mit dem Lamm weist darauf hin –, als sorgender Hausvater, der pflichtbewusst in der Zeit der Bedrohungen die wirtschaftliche Lage seines Bistums sicherte, wie die vielen Schenkungs- und Tauschurkunden unter seine Regierung es bezeugen.
Almosenstiftungen wurden an seinem Grab niedergelegt, ein Zeichen dafür, dass er als Heiliger verehrt werden durfte. Die offizielle liturgische Einführung des Lantpert Gedächtnisses für die gesamte Diözese erfolgte um das Jahr 1400 mit der Festlegung des 18./19. September als Gedenktag. Im Jahr 1957 stiftete Kardinal Julius Döpfner einen neuen Reliquienschrein in der Krypta.
Neun Kirchen und Kapellen in der Diözese, die zwischen dem 16. und 20. Jh. errichtet wurden, haben Lantpert als Patron. Bis zur Säkularisation in Bayern 1802–1803 hat es ebenso viele Lantpertkirchen gegeben wie solche, die den Gründerheiligen Korbinian zum Patron hatten.

## Patronate
Lantpert von Freising ist Schutzpatron mehrerer Kirchen und Kapellen im Erzbistum: .
- Pfarrkirche St. Lantpert, Freising-Lerchenfeld (1937)
- Pfarrkirche St. Lantpert, München-Milbertshofen (1957)
- Filialkirche St. Lambert Adling (Glonn) (15./17. Jh.)
- Filialkirche St. Lambertus Kleinvelden (Velden) (16./18. Jh.)
- Filialkirche St. Lambertus Lampertshausen (Jetzendorf) (17. Jh.)
- Filialkirche St. Lantpert, Pfettrach (Attenkirchen) (17. Jh.)
- Filialkirche St. Lantpert (Lampert) Riedenzhofen (Röhrmoos) (16./18. Jh.)
- Lambertuskapelle Aying (um 1500)
- Kapelle St. Lantpert Dietenhausen (Odelzhausen) (17. Jh.)

## Lantpert von Freising und Märtyrerbischof Lambert von Maastricht
Die beiden als Heilige verehrten Bischöfe haben den gleichen Namen und nahezu den gleichen Gedenktag, was Anlass für Verwechslungen war. Die wenigen Nachrichten über Lantpert von Freising nach seinem Tode trugen zu den Verwechslungen bei. Die verschiedenen Schreibweisen (Lambert, Lantpert, Lambertus, Landibertus) bedeuten im althochdeutschen „glänzender Landbesitzer“. Der Gedenktag von Lantpert von Freising ist der 18. September. Lambert von Maastricht auch Lambert von Lüttich verstarb als Märtyrer um 705. Sein Gedenktag ist der 17. September. Lambert von Maastricht wurde frühzeitig ab dem 8. Jh. auch in Freising verehrt. Die Verehrung für ihn ist in Mitteleuropa verbreitet, während sie sich für Lantpert von Freising auf das Gebiet des Erzbistums beschränkt.
Ab den 10. Jh., mit Beginn der Verehrung von Lantpert von Freising, wird zwischen den beiden in den offiziellen liturgischen Feiern unterschieden. Im liturgischen Kalender der Diözese München-Freising wird Lambert von Maastricht ab dem 17. Jh. nicht mehr erwähnt.
Drei Kirchen haben in der Diözese München-Freising den Märtyrerbischof Lambert zum Patron, die Klosterkirche St. Lambert Kloster Seeon, die Filialkirche St. Lambertus (Amelgering) und die Pfarrkirche St. Lambert Wambach (Taufkirchen).

## Darstellung in der Kunst
In der Kunst wird Lantpert gelegentlich mit einem Lamm als Attribut dargestellt. In der Krypta des Freisinger Doms ist der Ort mit seinem Reliquienschrein mit einem Gemälde geschmückt, das ein Lamm unterhalb einer Darstellung des Nebelwunders zeigt. In der Filialkirche St. Lambert Kleinvelden und in der Filialkirche Adling (Glonn) ist das Lamm als Skulptur ihm zu Füßen beigefügt. Auch für den Hl. Korbinian findet man in seinen Darstellungen sein Tierattribut, den Bären. In St. Zenno in Isen, in St. Wilgefortis in Neufahrn und in St. Lambertus Lampertshausen (Jetzendorf) sind beide Heilige mit ihren Tierattributen dargestellt.
Zusammen treten beide  Bischöfe auch in der St. Georgskirche des Schlosses Burgrain, einem ehemaligen Herrschaftssitz des Hochstifts Freising auf. Beidseits des Hochaltars sind es figürliche Darstellungen. Das Deckengemälde in der Schlosskirche zeigt die beiden Bischöfe mit einer Darstellung des Nebelwunders Lantperts. In St. Peter Welshofen befinden sich am Hauptaltar die Büsten der beiden Heiligen, Korbinian mit dem Bären, Lantpert mit einem Kirchenmodell.
Der Freisinger Dom, für dessen Schutz er verehrt wird, ist ebenfalls ein Attribut für seine Darstellungen. Das Gemälde über seiner Grabanlage in der Krypta, zeigt ihn, wie er für den Schutz des Domes betet, auf dem Gemälde im Fürstengang ist im Hintergrund der unversehrte Dom über dem brennenden Freising zu sehen. Ein ähnliches Motiv findet sich am Fuße der Eichenholzskulptur in der Pfarrkirche St. Lantpert (München). In Freising-Lerchenfeld (Brückenfigur auf der Korbinianbrücke und Figur am Seiteneingang zur Pfarrkirche) trägt Lantpert das Abbild des Domes auf seinem Arm, die rechte Hand schützend darüber gehalten.
Im Dom gibt es an fünf Orten Darstellungen zu Lantpert: In der Krypta bittet er um das Nebelwunder, auf einem Deckengemälde im Kirchenschiff huldigt er Korbinian, dem ersten Bischof, im Chorgestühl findet er sich zwischen seinem Vorgänger und Nachfolger, der Sigismundaltar in der südlichen Empore ist mit Skulpturen von Papst Alexander I. und Lantpert ausgestattet. Im Kreuzgang zeigt das Allerheiligenbild des Thannschen Altares u. a. Korbinian und Lantpert.
Die älteste bildliche Darstellung Lantperts (12. Jh.) findet sich im Kopialbuch Traditionscodex des Conradus Sacrista.

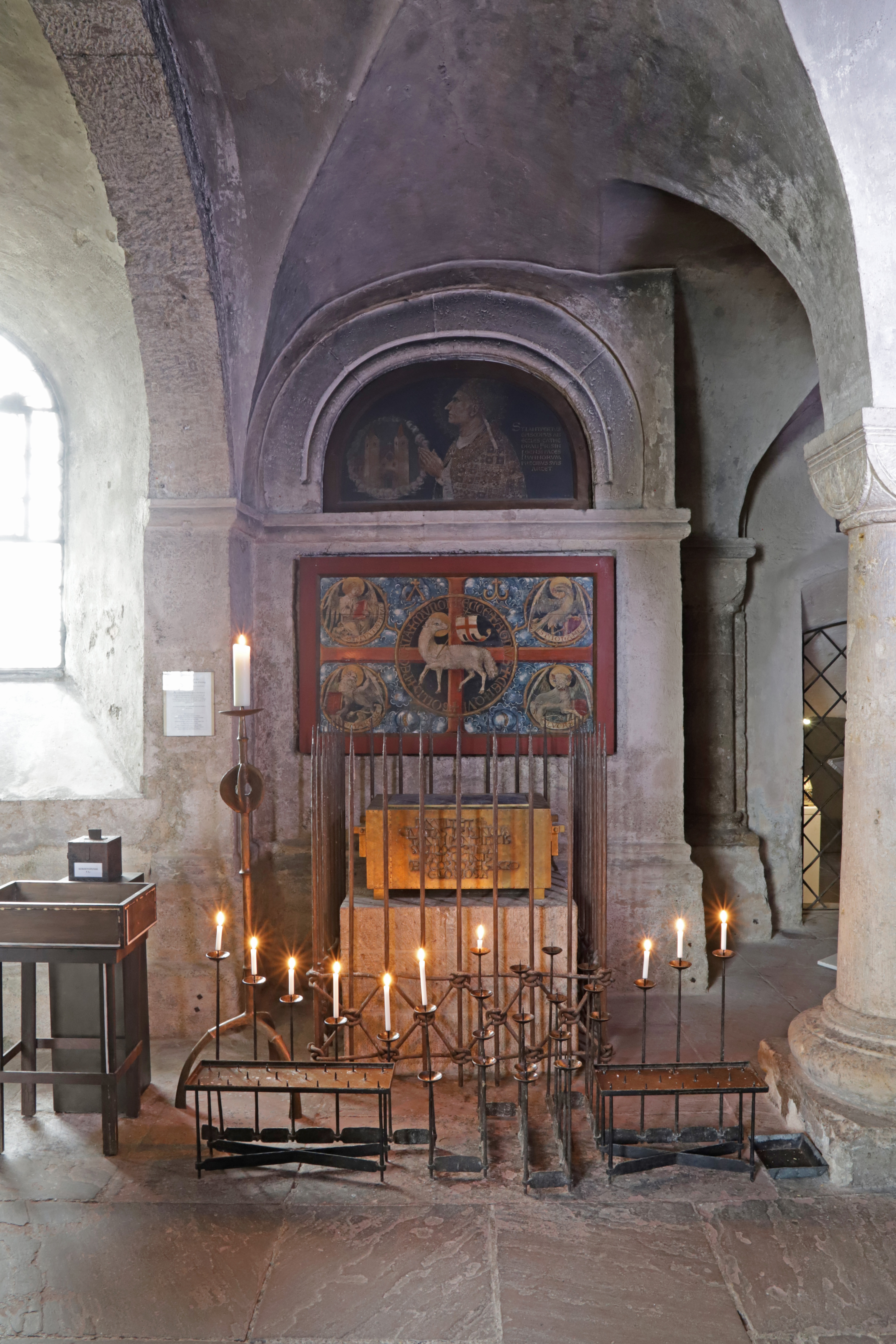
Grabanlage mit dem Reliquienschrein des Hl. Lantpert in der Krypta des Freisinger Doms
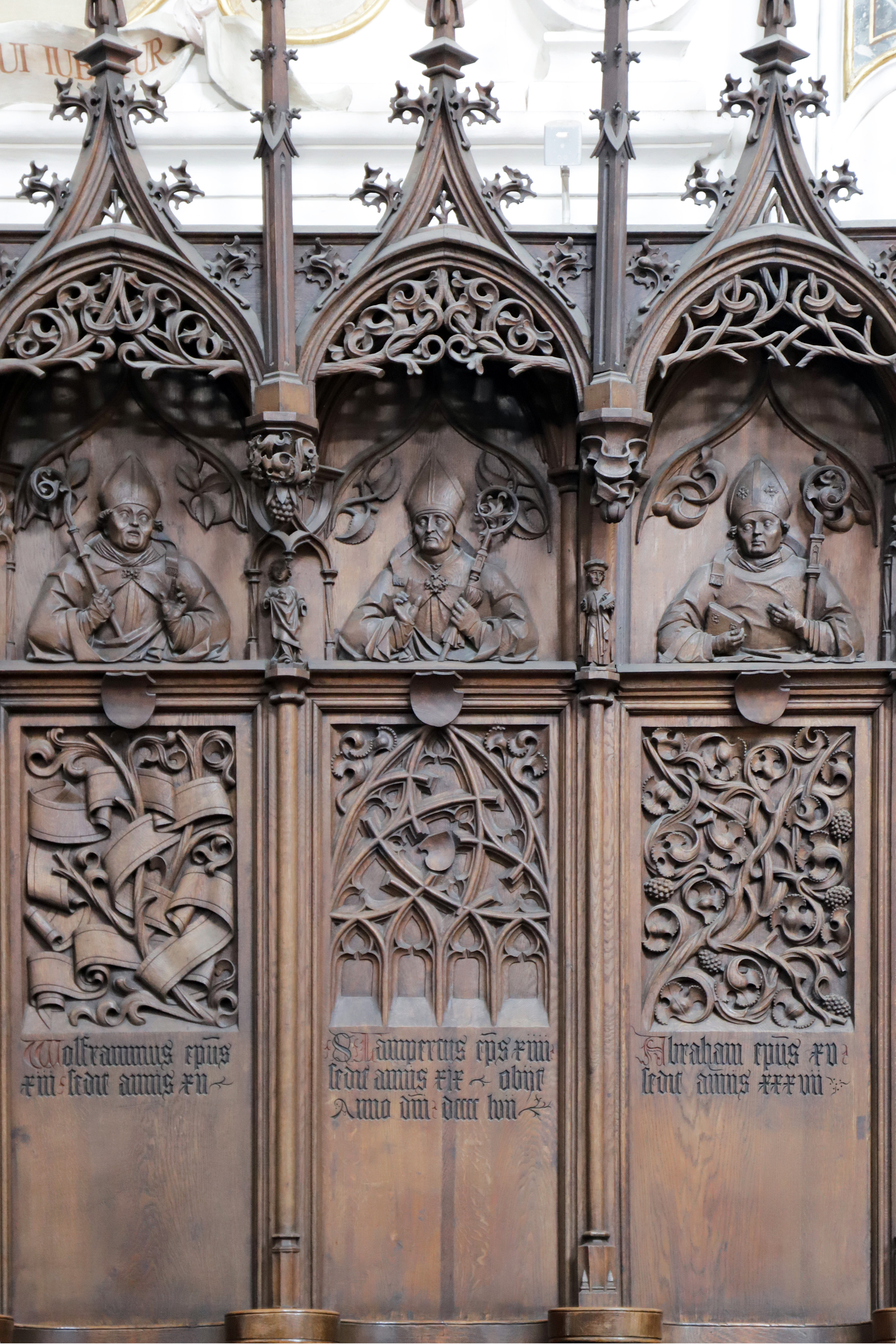
Spätgotisches Chorgestühl (1485–1488) im Freisinger Dom mit den Bischöfen Wolfram, Lantpert und Abraham
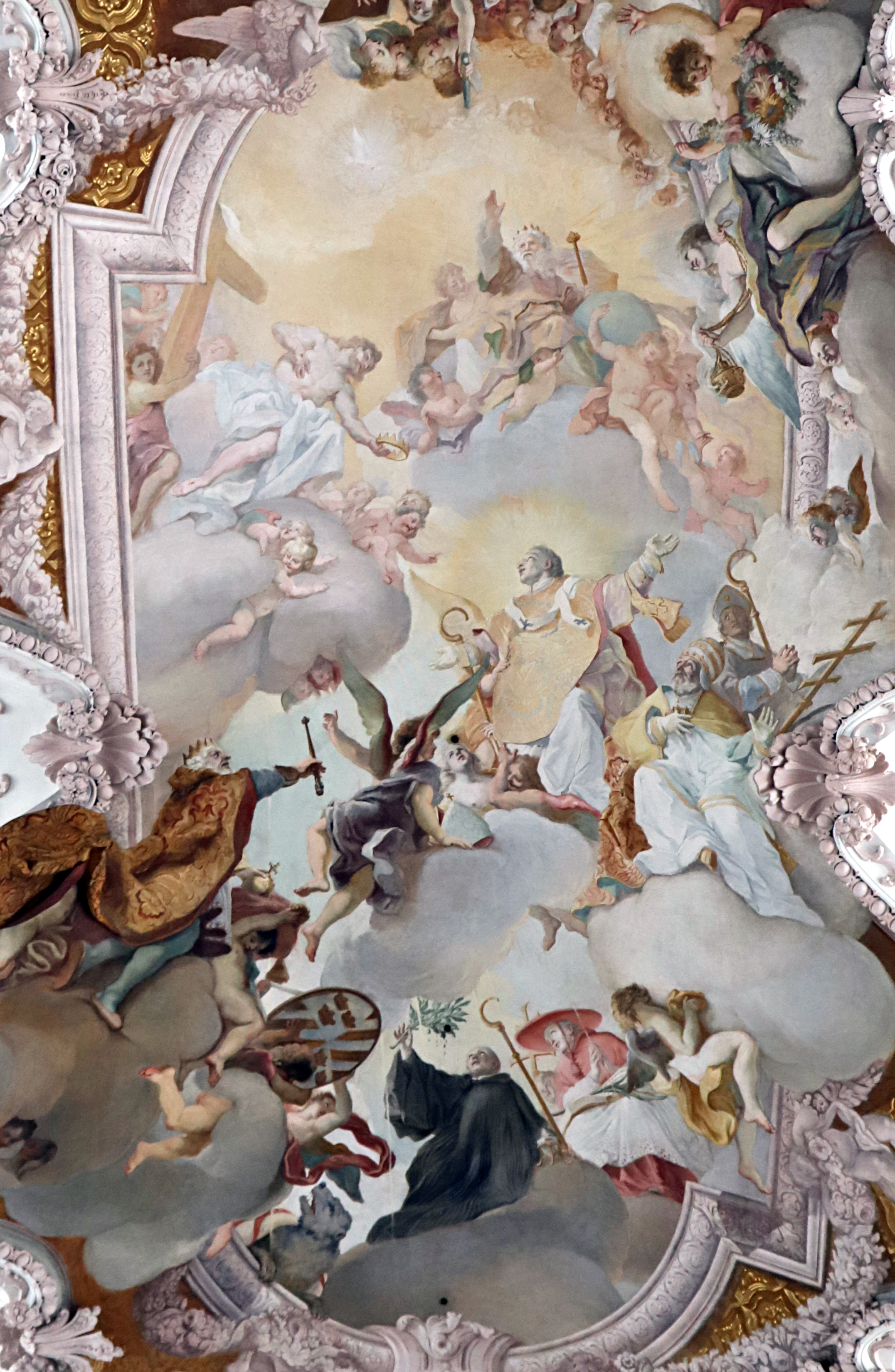
Verherrlichung Freisinger Schutzheiliger mit Krönung und Huldigung Korbinians, Deckenfresko im Freisinger Dom von Cosmas Damian Asam, 1724
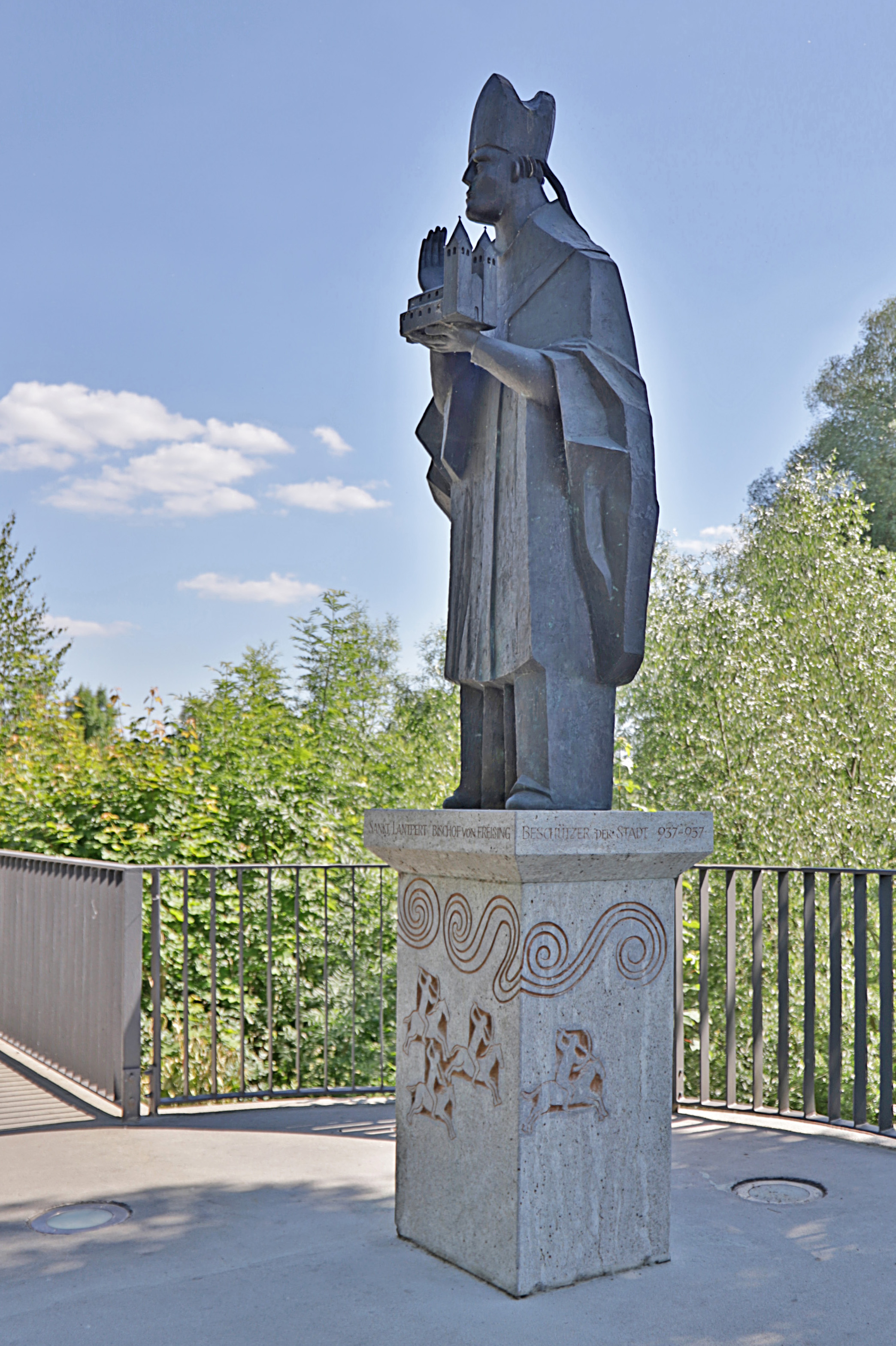
Hl. Lantpert auf der Korbinianbrücke in Freising-Lerchenfeld, Bronzestatue von Wilhelm Breitsameter 1998
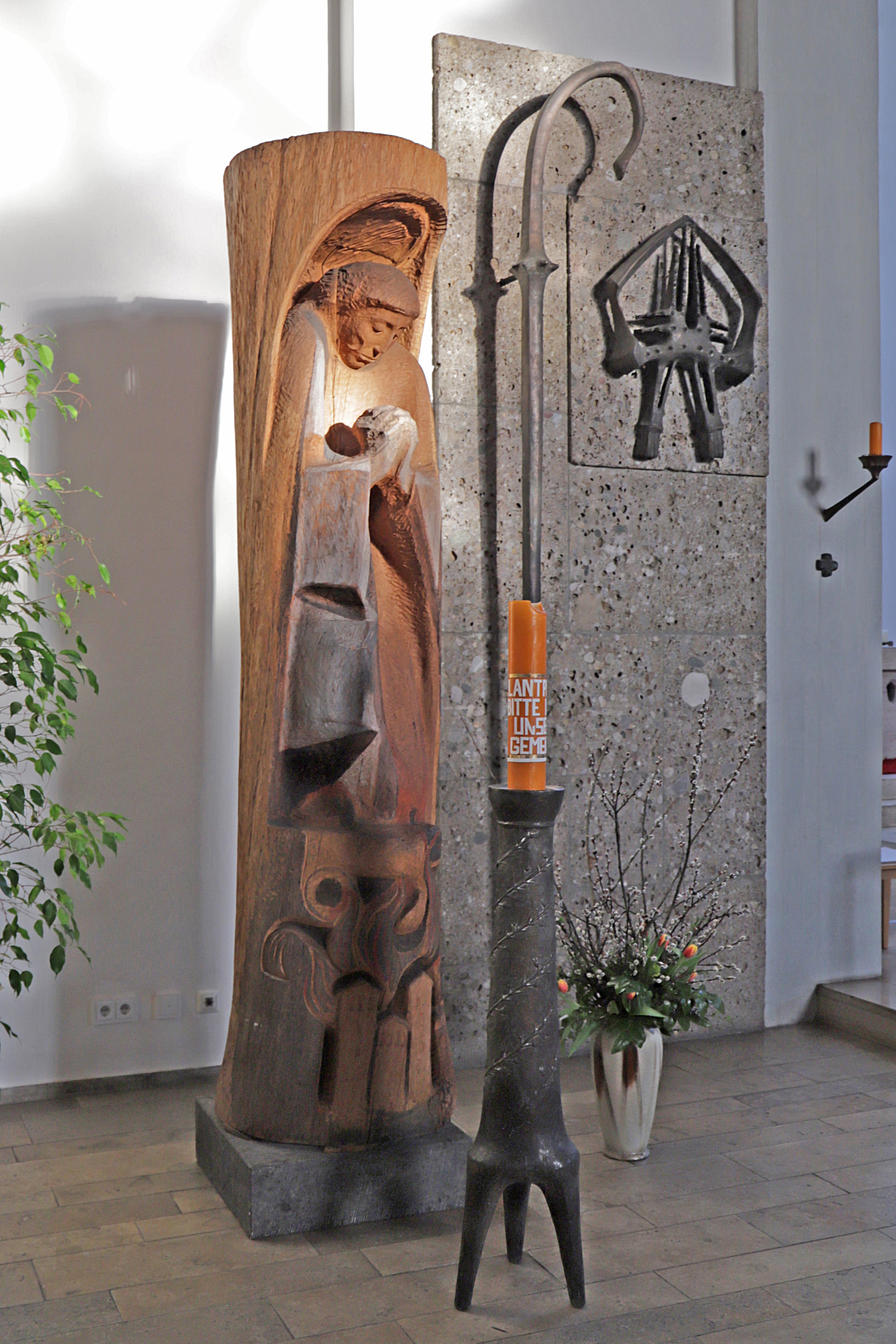
Hl. Lantpert, Eichenholzskulptur in der Pfarrkirche St. Lantpert (München) von Siegfried Moroder 1959